# مارك فيشر (مهندس معماري)
مارك فيشر (بالإنجليزية: Mark Fisher)‏ هو مهندس معماري بريطاني، ولد في 20 أبريل 1947 في وركشير في المملكة المتحدة، وتوفي في 25 يونيو 2013 في هامبستاد في المملكة المتحدة.

## وصلات خارجية
- مارك فيشر على موقع IMDb (الإنجليزية)